# Стадион ПМФЦ

Стадион ПМФЦ (мађ. PMFC Stadion) је фудбалски стадион УЕФА категорије 1 у Печују, Мађарска. Користи се за фудбалске утакмице и домаћи је стадион МФЦ-а Печуј. Стадион може да прими 7.000 људи и отворен је 1955. године. Стадион се некада називао „ПМСЦ стадион“ због старог назива локалног тима, а понекад и „Ујмечекаљаи стадион“, што је изведено из назива округа,[2] где се стадион налази.

## Историја
Историја стадиона, као и историја фудбалског клуба уско је повезана са експлоатацијом уранијума у Печују. Због експлоатације овог минерала, на западном ободу града изграђен је читав нови кварт како би се рударима и њиховим породицама обезбедио смештај. Овај нови део града се зове „Уранијум варош” (Uránváros на мађарском), а уз станове су изграђени и позоришта, спортски комплекси и паркови. У оквиру овог програма била је и изградња новог фудбалског стадиона.
Стадион је предат на употребу 1955. године, али су се званичне фудбалске утакмице у околини одржавале и раније. ПВСК се на стадион преселио 1975. године са стадиона ПВСК у улици Вершењ. Два стадиона су већ била у запуштеном стању 1970-их година, а од тада су се током планова реновирања водиле бројне расправе о томе у који стадион вреди улагати.

### Утакмице репрезентације на стадиону
| Датум        | Такмичење   | Противник | Резултат | Посећеност |
| ------------ | ----------- | --------- | -------- | ---------- |
| 8. мај 2002. | Пријатељска | Хрватска  | 0 : 2    | 10.000     |

## Подешавање
Стадион је подељен на следеће секторе:
- Северна трибина: 3.000 места
  - Сектор А
  - Сектор Б
  - Сектор Ц
  - Сектор Д
  - Сектор Е
  - Сектор Ф

- Западна трибина: 2.000 места за стајање

- Јужна трибина: 1.000 места
  - Сектор Х
  - Сектор И
  - Сектор И
  - Сектор К
  - Сектор Л

- Источна трибина: 1.000 места за стајање